# Monte Horebe
Monte Horebe är en kommun i Brasilien.   Den ligger i delstaten Paraíba, i den östra delen av landet, 1 400 km nordost om huvudstaden Brasília. Antalet invånare är 4 508.
Omgivningarna runt Monte Horebe är huvudsakligen savann. Runt Monte Horebe är det ganska glesbefolkat, med 39 invånare per kvadratkilometer.